# Kopenhagischer Post-Reuter
Der Kopenhagische Post-Reuter, welcher mitbringet Post-Zeitungen war eine  Zeitung in Kopenhagen von 1703 bis 1730.

## Geschichte
Vom 26. Dezember 1701 ist die älteste Ausgabe des Kopenhagischer Mercurius, welcher mitbringet die Post-Zeitungen erhalten.  Danach ist erst eine Ausgabe von 1703 des Kopenhagischen Post-Reuter, welcher mitbringet Post-Zeitungen bekannt.
Dieser erschien seitdem meist zweimal wöchentlich, jeweils einen Tag nach der Ankunft des Postreiters aus Hamburg, an einigen Tagen  etwas abweichend.
Sie enthielt vor allem Neuigkeiten aus verschiedenen Ländern wie Frankreich und Italien, auch öfter Berichte aus Hamburg und Umgebung. 
Von 1722 ist eine dänischsprachige Ausgabe Post-Rytter erhalten.
Von 1730 sind die letzten Nummern des Kopenhagischen Post-Reuter bekannt.